# Bisdom São José dos Pinhais
Het bisdom São José dos Pinhais (Latijn: Dioecesis Sancti Ioseph Pinealensis) is een rooms-katholiek bisdom met als zetel São José dos Pinhais, in Brazilië. Het bisdom is suffragaan aan het aartsbisdom Curitiba.

## Geschiedenis
Het bisdom werd opgericht op 6 december 2006, uit delen van het aartsbisdom Curitiba.

## Parochies
Het bisdom had in 2020 een oppervlakte van 7.773 km2 en telde 897.778 inwoners waarvan 78,4% rooms-katholiek was.

## Bisschoppen
- Ladislau Biernaski (6 december 2006 - 13 februari 2012)
- Francisco Carlos Bach (3 oktober  2012 - 19 april 2017)
- Celso Antônio Marchiori (13 december 2017 - heden)

Curitiba (aartsbisdom) · Guarapuava · Paranaguá · Ponta Grossa · São José dos Pinhais · União da Vitória